# Camille-Marcoux
Die Camille-Marcoux war eine 1974 in Dienst gestellte Fähre der kanadischen Société des traversiers du Québec, die bis 2016 zwischen Matane, Baie-Comeau und Godbout im Einsatz stand. 2017 wurde das Schiff im kanadischen Port Colborne abgewrackt.

## Geschichte
Die Camille-Marcoux entstand unter der Baunummer 412 bei Marine Industries in Sorel-Tracy und wurde im Dezember 1974 an die Société des traversiers du Québec abgeliefert, für die sie noch im gleichen Monat auf der Strecke von Matane nach Baie-Comeau und Godbout den Dienst aufnahm.
Am 9. Juli 1996 starb ein Passagier auf dem Fahrzeugdeck der Fähre, nachdem er von einem Abschleppwagen beim Zurücksetzen erdrückt wurde. Die Camille-Marcoux verblieb über vierzig Jahre lang auf derselben Dienststrecke. Von April bis Mai 2012 wurde sie für mehr als zwei Millionen Kanadische Dollar modernisiert. Im Februar 2015 war das Schiff während einer Überfahrt mit 230 Passagieren an Bord in der Nähe von Matane über mehrere Stunden im Eis eingeschlossen und musste vom Eisbrecher Terry Fox befreit werden. Nachdem im Juli 2015 das Nachfolgerschiff F.-A.-Gauthier in Dienst gestellt wurde, blieb die Camille-Marcoux noch bis Juni 2016 in Fahrt und wurde anschließend ausgemustert.
Im April 2017 wurde die Camille-Marcoux nach fast einem Jahr Liegezeit zum Abbruch verkauft und nach Port Colborne geschleppt, wo sie am 26. April 2017 unter dem verkürzten Namen Le Marc bei Marine Recycling eintraf.